# Neoplan N4016
Neoplan N4016 je nízkopodlažní autobus vyráběný firmou Neoplan v letech 1988–1999 ve Stuttgartu v Německu, později také v Polsku. Vznikl také odvozená verze Neoplan N4014, zatímco kratší midibusová verze se vyráběla pod označením Neoplan N4009.
Neoplan N4016 byl dodáván nejdříve do Velké Británie, později i do Ruska.

## Technické parametry
Neoplan N4016 má délku 12 m a šířku 2,5 m. Vyráběl se s motorem MAN nebo DAF. Byl vybaven převodovkou Voith nebo ZF Friedrichshafen.

## Výroba a provoz

### Velká Británie

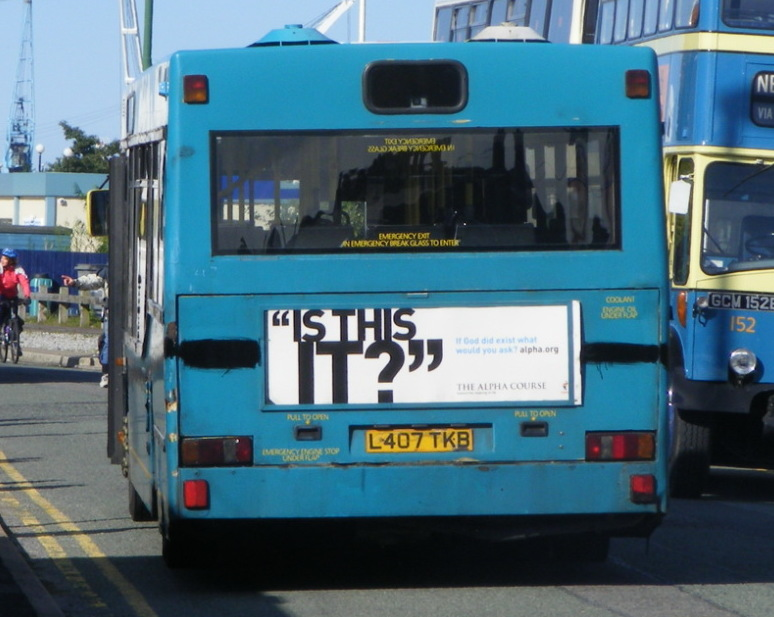
Neoplan N4016

V roce 1994 bylo pořízeno 12 vozů v provedení pro levostranný provoz. Autobusy jsou provozovány v Liverpoolu.

### Atény
V letech 1994–2009 byl Neoplan N4016 v provozu v Aténách.

### Polsko

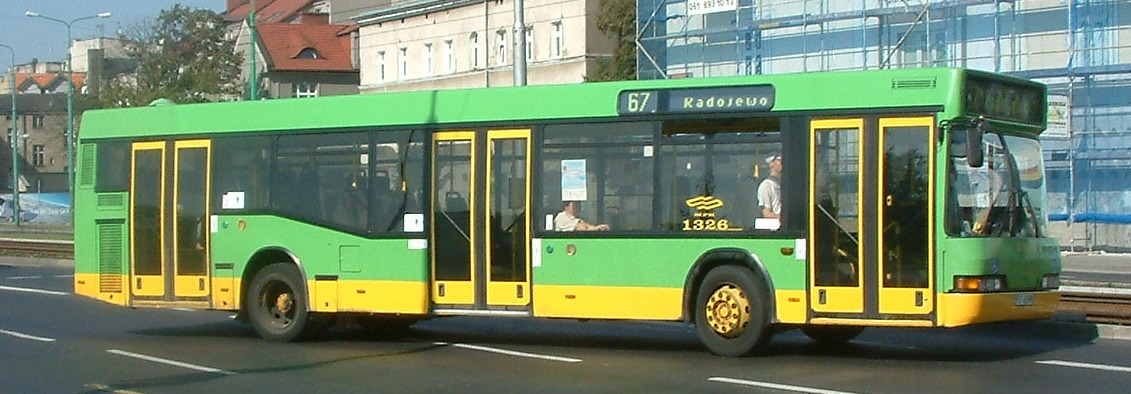
Neoplan N4016 v Poznani

Dopravce MPK Poznań v letech 1996–1999 koupil 32 Neoplanů N4016. Poslední N4016 byl vyřazen v roce 2014.